# Liste der Naturdenkmale in Ohlweiler
Die Liste der Naturdenkmale in Ohlweiler nennt die im Gemeindegebiet von Ohlweiler ausgewiesenen Naturdenkmale (Stand 13. Mai 2024).

## Ehemalige Naturdenkmale
| Nr. | Bezeichnung | Lage                            | Beschreibung | Bild                                    |
| --- | ----------- | ------------------------------- | ------------ | --------------------------------------- |
|     | Eiche       | Weinenweg, gegenüber Nr. 4 Lage | Quercus sp.  | Direkt Bild zu diesem Denkmal hochladen |